# Barbara Morrison

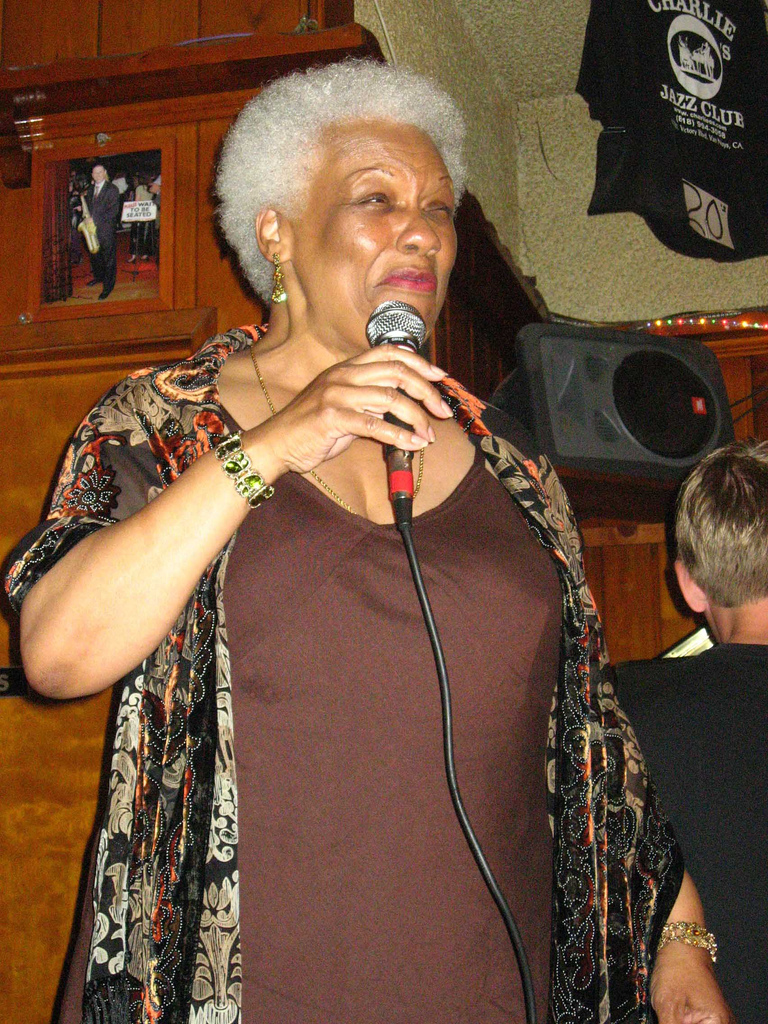
Barbara Morrison

Barbara Morrison (Ypsilanti (Michigan), 10 september 1949 – Los Angeles, 16 maart 2022) was een Amerikaans jazz- en blueszangeres.
Morrison is opgegroeid in de omgeving van Detroit en op jonge leeftijd begonnen met optreden. Na het winnen van een muziekstudiebeurs aan Eastern Michigan University, is zij in 1973 naar Californië verhuisd. Ze heeft gespeeld onder anderen met Gerald Wilson, Dizzy Gillespie, Ray Charles, James Moody, Ron Carter, Etta James, Esther Phillips, David T. Walker, Jimmy Smith, Johnny Otis, Kenny Burrell, Terence Blanchard, Joe Sample, Cedar Walton, Nancy Wilson, Mel Tormé, Joe Williams, en Tony Bennett. 
Morrison is adjunct-professor bij de Herb Alpert School of Music aan de University of California in Los Angeles. Ze heeft in Europa en Amerika veel getoerd, met optredens op het North Sea Jazz Festival en andere festivals als Montreaux, Monterey en Long Beach.
Morrison werd begin maart 2022 opgenomen in het ziekenhuis voor hart-en vaatziekten. Ze overleed op 16 maart 2022, op 72-jarige leeftijd.